# Okrog, Litija
Okrog je naselje v Občini Litija.